# Палата ключей
Палата ключей (мэн. Kiare as Feed, англ. House of Keys) — нижняя палата Тинвальда.

## История
Самое древнее известное упоминание этого наименования содержится в документе 1417 года, написанном английским учёным на латыни, который выглядит как Claves Mann и Claves Legis (Ключи Мэнна и Ключи Закона). Однако существует спор о происхождении этого названия. Слово ключи, как полагают некоторые, является английским искажением формы скандинавского глагола kjósa, означающего выбирать. Однако более вероятным объяснением является то, что это неправильное употребление слов мэнского языка — четырёх и двадцати (kiare as feed), так как в палате всегда присутствовало 24 члена. На мэнском языке название палаты ключей остаётся как Kiare as Feed (четыре и двадцать).

## Структура
Чтобы избраться членом палаты ключей гражданин должен быть не моложе 18 лет и проживать на острове в течение трёх лет, а граждане старше 16 лет имеют право голоса. На острове насчитывается 12 избирательных округов (несколько единиц местного самоуправления разделены между двумя избирательными округами). Каждый посылает в палату ключей двух представителей, избираемых путём мажоритарного голосования (каждый избиратель может голосовать не более чем за двух кандидатов). Срок полномочий палаты ключей обычно устанавливается в пять лет, но существуют положения о роспуске до истечения этого срока.
Спикер палаты ключей является членом, избираемым палатой в качестве председателя. Спикер голосует в палате ключей, но, в отличие от других членов, может воздержаться; однако при равенстве голосов спикер должен отдать решающий голос. Спикер также выступает в качестве заместителя председателя Тинвальда.
Палата ключей избирает 8 из 11 членов законодательного совета. Таким образом, палата обладают гораздо большей властью, чем совет, который выполняет функцию ревизионной палаты.
Палата ключей собирается примерно раз в месяц вместе с законодательным советом на совместное заседание Тинвальда. Президент Тинвальда, избранный обеими палатами, председательствует в Тинвальде и в законодательном совете. Однако один раз в год, в День Тинвальда председательствует лейтенант-губернатор.

## Текущие члены
- Спикер палаты ключей — Джуан Уоттерсон
- Заместитель спикера — Кристофер Робертшоу
- Главный министр острова Мэн — Говард Куэйл
- Члены палаты:
  - Грэхэм Крегин
  - Джейсон Мурхаус
  - Тим Бейкер
  - Альфред Каннан
  - Энн Корлетт
  - Кристофер Томас
  - Клэр Барбер
  - Ральф Пик
  - Дэвид Эшфорд
  - Кейт Костейн (Либеральная партия Мэна)
  - Дафна Кейн
  - Мартин Перкинс
  - Джеффри Бут
  - Рей Хармер
  - Билл Шимминс
  - Джули Эдж
  - Роб Каллистер
  - Алекс Аллисон
  - Лори Хупер (Либеральная партия Мэна)
  - Лоуренс Скелли
  - вакантное место